# Tyrell Terry
Tyrell Terry (ur. 28 września 2000 w Grand Forks) – amerykański koszykarz, występujący na pozycji rozgrywającego, obecnie zawodnik Memphis Grizzlies.
16 października 2021 został zwolniony przez Dallas Mavericks. 25 grudnia 2021 zawarł 10-dniową umowę z Memphis Grizzlies.

## Osiągnięcia
Stan na 16 października 2023, na podstawie, o ile nie zaznaczono inaczej.
NCAA
- Laureat nagrody Stanford Block „S” Outstanding Freshman Award (2020)
- Zaliczony do:
  - I składu najlepszych pierwszorocznych zawodników:
    - NCAA (2020 Kyle Macy Freshman All-America)
    - Pac-12 (2020)

  - składu honorable mention Pac-12  (2020)
- Debiutant kolejki Pac-12 (13.01.2020, 2.03.2020)
- Lider konferencji Pac-12 w skuteczności rzutów wolnych (89,1%)

Reprezentacja
- Uczestnik rozgrywek turnieju Alberta Schweitzera (2018 – 7. miejsce)